# Rahman Njie
Rahman Abdou Njie (* 13. Oktober 1973 in Banjul) ist ein ehemaliger deutsch-gambischer Fußballspieler, der in der Position als Verteidiger spielte.

## Karriere

### Vereinskarriere
1993 trat er in der ersten tschechischen Liga in der Mannschaft des FC Trinity Zlín an, zu dem er von Türkspor Berlin kam, wo er in der fünfthöchsten Liga Deutschlands gespielt hatte. Allerdings absolvierte er im Frühjahr 1994 nur drei Spiele und verließ die Mannschaft anschließend wieder nach Deutschland. Seit 1991 ist er in verschiedenen Vereinen der deutschen Liga aktiv. Dabei handelt es sich überwiegend um Vereine, die im viert- und fünfthöchsten Wettbewerb spielen.
In der Saison 1995/96 bestritt er ein Spiel für den Zweitligisten SG Wattenscheid 09, der jedoch in der folgenden Saison in der 3. Liga spielte. Njie trat in der Saison 2000/01 in der zweithöchsten Liga auf, als er sechs Spiele für den VfL Osnabrück bestritt. In der Saison 2007/08 spielt er für die SpVgg Bayern Hof in der Oberliga Bayern, der vierthöchsten deutschen Spielklasse.

### Internationale Karriere
Njie debütierte 2003 für die Gambia A-Mannschaft, bestritt insgesamt fünf Spiele für die Nationalmannschaft und erzielte ein Tor.